# مارینه روسو
مارینه روسو (اسپانیایی: Mariné Russo‎؛ زادهٔ ۹ ژانویه ۱۹۸۰) بازیکن هاکی روی چمن اهل آرژانتین است.
وی در مسابقات کشوری و بین‌المللی در مجموع برندهٔ ۹ مدال طلا، ۲ مدال نقره، ۴ مدال برنز شده‌است.